# Bierquelle Schlettau
Das Gasthaus Bierquelle ist eines der zahlreich erhaltenen Baudenkmale im Ortskern von Schlettau. Im 17. Jahrhundert stand an dieser Stelle das Wohnhaus eines Häuslers. Nachdem der Erstbau abgebrannt war, wurde das heutige Gebäude im ersten Drittel des 18. Jahrhunderts am gleichen Standort errichtet. Nach mehreren Eigentümerwechseln und Umbauarbeiten dient es seit dem Ende des 20. Jahrhunderts als Gaststätte und Pension.

## Geschichte
Das zweietagige steinerne und verputzte Wohnhaus in der Straßenzeile Kirchgasse ließ der Ackerbürger Christian Friedrich Hinkel im Jahr 1731 für seine Familie bauen. Zuvor hatten mehrere Stadtbrände sämtliche meist aus Holz errichteten Wohngebäude aus den vorherigen Jahrhunderten vernichtet. An dieser Stelle gab es früher bereits ein Fachwerk-Wohnhaus aus dem Mittelalter. Es stand im Eigentum der Bierbrauer-Familie Döhmel.
Im Jahr 1832 kaufte Gottlob Ferdinand Beyer das Haus für seine Familie. Neben der im hinteren Bereich betriebenen Landwirtschaft eröffnete der Besitzer in den Erdgeschossstuben eine Gastwirtschaft mit dem Namen „Beyer’s Bierquelle“. Der Name prangte direkt über dem Torbogen. Vermutlich wurde das hier ausgeschenkte Bier vor Ort gebraut, denn – wie oben dargestellt – war der Vorbesitzer im 17. Jahrhundert ein Bierbrauer.
Nach mehreren Generationen ging die Immobilie 1938 in das Eigentum der Familie Bonitz über, die die Gastwirtschaft in „Bierquelle“ umbenannte und weiter betrieb.
Als der Zweite Weltkrieg zu Ende war, wurde die Gaststätte geschlossen, aber bereits 1951 von Erna und Emil Bonitz wieder eröffnet. Nachdem die Familie im Jahr 1960 in die LPG eingetreten war, schloss sie die Gaststätte erneut. Der große Gastraum wurde zum Wohnraum umgebaut, im Jahr 1973 wurde der große Kachelofen aufgestellt.
Nach der Wende ließen die Erben der Besitzerfamilie, Renate und Günter Bonitz, das Gebäude mit Hilfe eines Kredits der Kreditanstalt für Wiederaufbau bis zum Jahr 1993 denkmalgerecht herrichten und eröffneten von neuem im Erdgeschoss eine kleine Gastwirtschaft unter dem Namen „Bierquelle“. In weiteren Räumen einschließlich des ausgebauten Dachgeschosses entstanden Unterkünfte, so dass seit 1993 hier drei Gästezimmer als Pension mit insgesamt 8 Betten zur Verfügung stehen. Bier wird hier nur noch ausgeschenkt, nicht mehr gebraut.

## Beschreibung

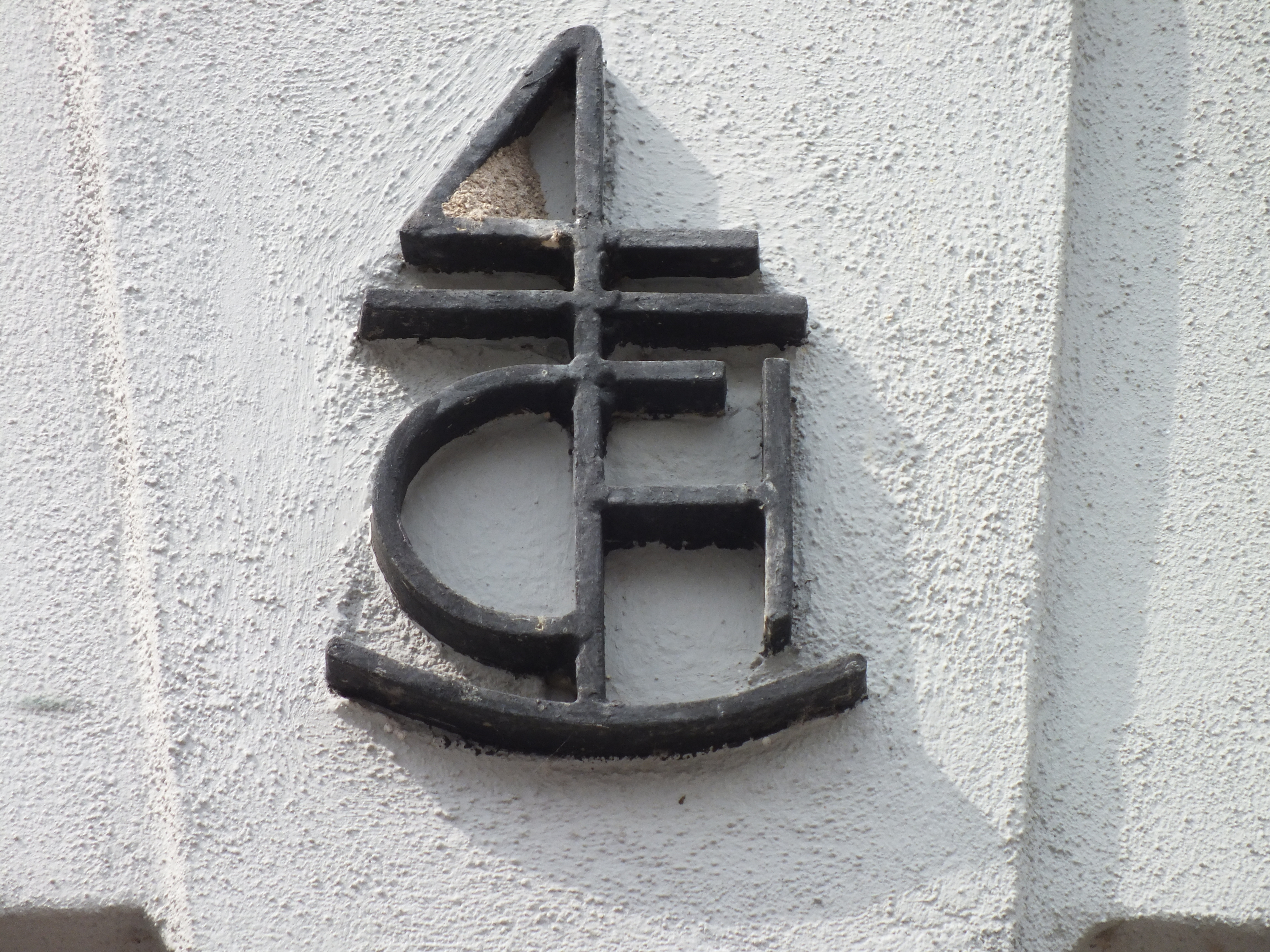
Schlussstein

Das in auffälligem Schwedisch-Rot neu verputzte Haus hat zur Straßenseite hin zwei Etagen, mit sieben rechteckigen Sprossenfenstern im Obergeschoss und ebenerdig vier Fenster mit einem hervorgehobenen Rundportal dazwischen. Das Portal wird links und rechts von Radabweisern begrenzt, die eine Beschädigung durch die auf den Hof fahrenden Ackerwagen verhinderten. Die Durchfahrt ist mit einer geschnitzten und schön restaurierten dreiflügeligen Tür mit Oberlichtern verschlossen. Der Schlussstein in der Bogenmitte enthält die gestalteten Initialen des Bauherrn von 1731: CFH (=Christian Friedrich Hinkel), die Darstellungsweise ist angelehnt an Kirchensymbolik (Kreuz, Schiff).
Neben den Türgewänden befindet sich auf einer Seite des Torbogens eine gusseiserne Wandlaterne, die der historischen Erstausstattung nachgestaltet ist.
Auf weißen Feldern über dem Rundbogen sind beiderseits des Schlusssteins dezent-farbige Blumen-Ornamente auf dem Putz aufgetragen.

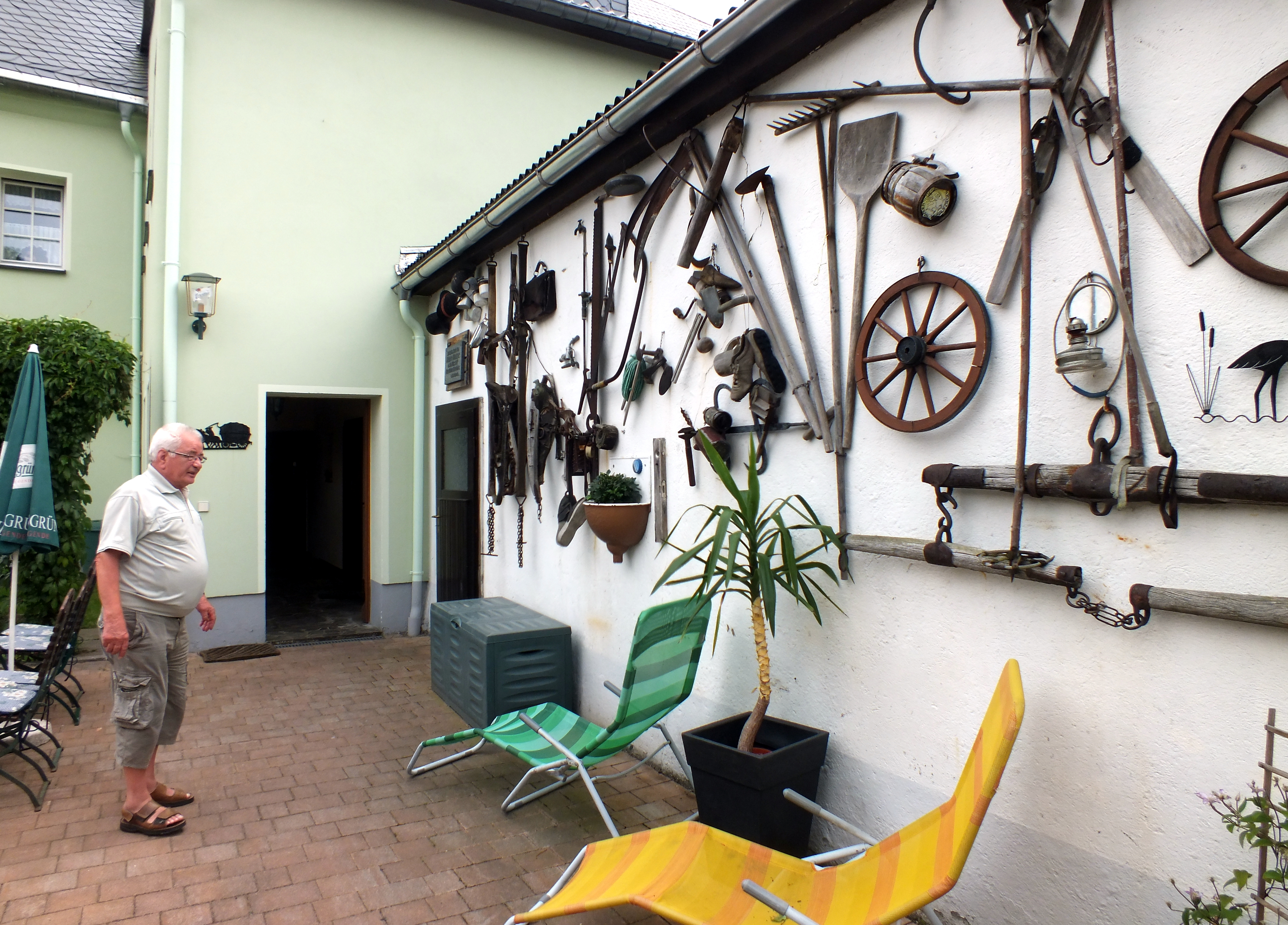
Gastwirt Günter Bonitz vor der geschmückten Fassade des Hofgebäudes

Auf der Hofseite schließt sich (links) ein Flachbau an, der früher der Kuhstall war. Seine Fassade ist mit kleinen landwirtschaftlichen Geräten geschmückt. Bei den Umbauarbeiten der 1990er Jahre erhielt die Giebelseite dieses Stallgebäudes einen Carport-Anbau. Am Balken hat Familie Bonitz ein Schild Landambulatorium angebracht, welches Gäste mitgebracht haben. Es sollte wegen der Schließung dieser medizinischen Einrichtung entsorgt werden. Auf eben diesem Hof wurde außerdem ein kleiner rustikaler Biergarten eingerichtet.
Eine aus Stein gemeißelte Tafel auf der Hofseite verkündet: „In diesem Haus sang Anton Günther am 20. März 1927 seine schönen Heimatlieder“. Unterschrift: EZV Schlettau (EZV = Erzgebirgs-Zweigverein). Darunter ist vermerkt, dass diese Tafel früher am Eingang des Schützenhauses, dem Stammhaus des Schützenvereins Schlettau, hing.
Die Gaststube wird seit etlichen Jahren als Treff für fünf Ortsvereine genutzt. Häufig enden hier auch Volksportveranstaltungen. Ihre auffälligsten Merkmale sind ein holzverkleideter Tresen und ein mannshoher Kachelofen, über dem an der Decke eine Hängepyramide angebracht ist. Sie erinnert die Gäste daran, dass das Erzgebirge auch als „Weihnachtsland“ bekannt ist.
Links neben dem Eingang in das Anwesen ist eine Gedenktafel angebracht mit dem Hinweis, dass dies das Geburtshaus von Christian Döhmel (1643–1711) ist, der später als Kirchenmusiker unter dem latinisierten Namen Christianus Demelius in Nordhausen und Jena tätig war. – Die Tafel verweist also auf den Vorgängerbau, der im 17. Jahrhundert dem Ehepaar Paul und Maria Döhmel gehörte. Döhmel war zur damaligen Zeit ein bekannter Bierbrauer im Ort. Die Tafel wurde später, erst nach Auswertung der Hausakten, angebracht.
Auf der Seite der Sächsischen Denkmalschutzbehörde heißt es zur Bierquelle:
„Zeittypischer Putzbau mit früherer großer Tordurchfahrt, zahlreiche Details im Innern erhalten, baugeschichtlich und ortsentwicklungsgeschichtlich von Bedeutung.“
Im Detail werden die profilierten Fenstergewände im Erdgeschoss mit weitgehend original erhaltenen Fenstern in Größe und Position, das profilierte Traufgesims mit Satteldach, im Inneren eine steinerne Treppe bis in das Dachgeschoss sowie der Gastraum mit Stuckdecke und einem Kreuzgratgewölbe hervorgehoben.